# Мирзоев, Алишер Абдухамидович
Алишер Абдухамидович Мирзоев (22 июня 1998, Таджикистан) — таджикистанский и российский футболист.

## Клубная карьера
Воспитанник душанбинского «Истиклола», в составе которого выступал за дублирующий состав. В конце марта 2018 подписал контракт с молдавской «Сперанцей». В футболке ниспоренского клуба дебютировал 28 апреля 2018 года в ничейном (0:0) домашнем поединке 5-го тура Национального дивизиона против «Петрокуба». Алишер вышел на поле на 67-й минуте, заменив Станислав Синьковского. Дебютным голом в Национальном дивизионе отличился 30 сентября 2018 на 73-й минуте проигранного (1:2) домашнего поединка 22-го тура чемпионата Молдовы против «Зари» из города Бэлць. Мирзоев вышел на поле на 69-й минуте, заменив Иона Дигори. В 2020 году выступал за любительский клуб «Зенит» из Пензы. В марте 2021 года перешёл в киргизский «Алай». В 2022 году играл за «Алустон-ЮБК» в Чемпионате Крыма.